# Stussenia membranifolia
Stussenia membranifolia är en tvåhjärtbladig växtart som först beskrevs av Hui Lin Li, och fick sitt nu gällande namn av Carlo Hansen. Stussenia membranifolia ingår i släktet Stussenia och familjen Melastomataceae. Inga underarter finns listade i Catalogue of Life.